# Emil Lindqvist
Emil Lindqvist (ur. 8 grudnia 1976 w Sztokholmie) – szwedzki żużlowiec.
Srebrny medalista indywidualnych mistrzostw Szwecji młodzików (1993). Dwukrotny medalista młodzieżowych indywidualnych mistrzostw Szwecji: złoty (Hallstavik 1996) oraz srebrny (Vetlanda 1997). Pięciokrotny medalista drużynowych mistrzostw Szwecji: dwukrotnie złoty (1995, 1997), dwukrotnie srebrny (1996, 1998) oraz brązowy (1999). Dwukrotny finalista indywidualnych mistrzostw Szwecji (Hallstavik 1996 – IX miejsce, Avesta 2001 – jako rezerwowy). Czterokrotny medalista drużynowych mistrzostw Finlandii: złoty (2004) oraz trzykrotnie brązowy (2003, 2006, 2007). Brązowy medalista mistrzostw Finlandii par klubowych (2006).
Reprezentant Szwecji na arenie międzynarodowej. Finalista indywidualnych mistrzostw świata juniorów (Mšeno 1997 – XIV miejsce). Uczestnik eliminacji indywidualnych mistrzostw świata (Mariestad 1997 – XI miejsce w finale szwedzkim).
W lidze szwedzkiej reprezentował barwy klubów: Rospiggarna Hallstavik (1994–1999), Vargarna Norrköping (2001–2002, 2006–2008), Sjorovarna Vastervik (2001), Ulvarna Norrköping (2001, 2005), Bysarna Visby (2002), Folkare Avesta (2003), Getingarna Sztokholm (2003, 2005–2009), Korparna Uddevalla (2003), Bajen Speedway Sztokholm (2004) oraz Stjarnorna Hallstavik (2008–2010), w brytyjskiej – Newport Wasps (1999, 2001–2002) oraz Poole Pirates (2000), w fińskiej – Leijonat Helsinki (2003), Leijonahaukat HMK-SsMK (2004, 2006) oraz Kopparbeg Vaasa (2007), natomiast w polskiej – Orzeł Łódź (2007).